# Cesare Laurenti (Ingenieur)
Cesare Laurenti (* 15. Juli 1865 in Terracina; † 29. März 1921 in Rom) war ein italienischer Marineingenieur und U-Boot-Konstrukteur.

## Werdegang
Laurenti wuchs in Civitavecchia auf, wohin seine Eltern einige Jahre nach seiner Geburt gezogen waren und ein Seespeditionsunternehmen gegründet hatten. Nach dem Besuch der höheren Schule in Siena leistete er 1885 seinen Wehrdienst ab. Noch im gleichen Jahr begann er ein Studium an der königlichen Schule für angewandte Ingenieurwissenschaften in Rom, das er 1889 mit der Laurea in Zivilingenieurwesen abschloss.
Im Jahr darauf entschloss er sich eine militärische Karriere einzuschlagen. Nach überstandener Aufnahmeprüfung beim Ingenieurkorps der Marine, schloss er 1892 eine zweite Laurea als Schiffbauingenieur an der Königlichen Schifffahrtsoberschule in Genua ab. Von 1895 bis 1898 war Laurenti dem Marinearsenal Tarent unterstellt. Dort leitete er unter anderem den Bau des Rammtorpedobootes Puglia, das Gabriele D’Annunzio 1923 von der Marine geschenkt erhielt und das in Teilen seit 1925 im Park des Vittoriale degli italiani in Gardone Riviera ausgestellt ist.
Nach einer einjährigen Dienstzeit auf dem Linienschiff Lepanto war er zwischen 1899 und 1904 im Marineministerium in Rom abgestellt. Die Wiederaufnahme des U-Boot-Programms durch die französische Marine um die Jahrhundertwende beunruhigte zusehends die Führung der italienischen Streitkräfte. Im Jahr 1900 wurde deshalb Laurenti vom Marineminister Giovanni Bettolo beauftragt, dass außer Dienst gestellte einzige italienische U-Boot, Delfino, zu modernisieren und wieder in Betrieb zu nehmen. Laurenti war bereits nach seiner zweiten Laurea 1892 bei den Abnahmenprüfungen der Delfino zugegen gewesen und kannte das Boot gut. Zwischen 1901 und 1902 absolvierte er einen Kurs in Elektrotechnik an der königlichen Schule für angewandte Ingenieurwissenschaften. Im November 1904 wurde er in das Marinearsenal nach Venedig berufen, um sich dort den Bau von U-Booten zu kümmern.
Laurenti hatte bereits einige Jahre zuvor begonnen, sich mit der neuen U-Boot-Waffe zu beschäftigen und ab dem Jahr 1900 mehrere Artikel dazu in maritimen Zeitschriften veröffentlicht. Ihn interessierte vor allem die Frage des Antriebes, wobei er den Einsatz von Elektromotoren für die Unterwasserfahrt als zuverlässigste Wahl hielt. Des Weiteren entwickelte er zusammen mit Gioacchino Russo ein Vorläufermodell des Periskops, das als „Kleptoskop“ bezeichnet wurde. Letzteres wurde 1902 auf der von Laurenti umgebauten Delfino montiert und kam später noch auf einem weiteren italienischen U-Boot zum Einsatz, bevor es durch bessere Periskopmodelle abgelöst wurde.
Er kam bei seinen Studien bald zu dem Schluss, dass das U-Boot die Seekriegsführung revolutionieren würde, auch wenn er es zunächst als rein defensives Waffensystem betrachtete. In einem 1901 veröffentlichten Artikel stellte er seine Konstruktionsleitlinien für den U-Uboot-Bau vor, nach denen später über 75 U-Boote für die italienische und andere Marinen gebaut wurden. Die nach ihm benannten U-Boote vom Typ „Laurenti“ war Zweihüllenboote, die sich zudem durch ihre Antriebsleistungen und durch ihren strukturellen Aufbau in durch wasserdichten Schotten getrennte Sektionen auszeichneten. Laurenti stellte beim Entwurf seiner Boote die Zuverlässigkeit und die Sicherheit der Mannschaft in den Vordergrund. Die Boote sollten einen gewissen Mindestkomfort bieten und ein Unfall sollte nicht automatisch den Verlust der Mannschaft nach sich ziehen. Seine Boote zeichneten sich außerdem in ihrer Reichweite und Geschwindigkeit aus. Der Typ wies aber auch einige Nachteile auf. So waren die Laurenti-Boote wegen der Konstruktionsvorlagen relativ schwer und konnten nicht besonders tief tauchen. Ihre maximale Tauchtiefe lag zwischen 35 und 40 Metern. Aufgrund dessen waren sie nur für seichte Binnenmeere, wie der Adria geeignet. Die Nachteile wurden aber bewusst in Kauf genommen, da eine U-Jagd praktisch nicht existierte.
Anhand seiner Leitlinien wurde im Marinearsenal in Venedig die Glauco gebaut, dem Typboot der aus fünf Booten bestehenden Glauco-Klasse, die 1905 vom Stapel lief. Zwischen 1904 und 1905 reiste Laurenti mehrmals nach Großbritannien und Deutschland, um sich mit britischen und deutschen Ingenieuren auszutauschen. Nachdem er im Juli 1906 aus dem aktiven Dienst entlassen worden war, übernahm er die Leitung der Fiat-Werft San Giorgio in Muggiano bei La Spezia. Unter seiner Leitung wurde die Werft zu einer der weltweit führenden U-Boot-Werften. Eine Rolle, die die Werft über mehrere Jahrzehnte innehatte. Die Fiat-Werft war zugleich die erste privatwirtschaftliche Werft, die in Italien U-Boote baute. Das erste in Muggiano gebaute U-Boot vom Typ Laurenti war die 1907 vom Stapel gelaufene Foca. Laurenti-Boote wurden auch von der schwedischen, portugiesischen, der Kaiserlichen Marine und der Royal Navy bei Fiat bestellt oder unter Lizenz gebaut. Die von ihm entworfene F-Klasse stellte mit 21 Booten das Rückgrat der italienischen U-Bootflotte im Ersten Weltkrieg dar. Auch die zwischen 1915 und 1918 von der Regia Maria im Mittelmeer eingesetzten U-Boote der Barbarigo-, Medusa-, Pacinotti-- und S-Klasse sowie die Boote Argonauta und Balilla stammten aus seiner Feder.

## Auszeichnungen
- Ritterkreuz des Ordens der Krone von Italien (1892)
- Ritterkreuz des Ordens der hl. Mauritius und Lazarus (1906)[1]